# V3-C
O V-3C Darter (AAM) é um míssil ar-ar, de guiagem infravermelha e curto alcance sul-africano desenvolvido pela Kentron, hoje parte da Denel Aerospace Systems. Entrou em serviço em 1990, substituindo o V3-B.
A África do Sul sofreu um embargo a compra de armas imposto ao regime Apartheid nas década de 60 e 70 pela ONU. Com o conflito com Angola, apoiada pelos russos e cubanos, era necessário desenvolver localmente seus próprios equipamentos militares, entre esses, mísseis ar-ar. Por isso, a África do Sul desenvolveu sua própria linha de mísseis a partir de 1969. O V3-C é um míssil de terceira geração com capacidade all-aspect.
Para que um míssil de segunda geração possa ser disparado, a aeronave lançadora deve enquadrar o alvo pela traseira. Os mísseis de terceira geração são all-aspect, podem ser disparados, por exemplo, contra um caça vindo de frente. Para se manter atualizada na arena aérea, a África do Sul investiu em um novo programa para desenvolver um míssil de terceira geração, isso originaria o V3-C. Um novo sensor, com maior capacidade de processamento e sensibilidade foi desenvolvido, aumentando a probabilidade de acerto e aumentando a resistência a contramedidas. Toda aerodinâmica, propulsão e eletrônica foram revistas usando a experiência dos desenvolvimentos anteriores. O V3-C é considerado como um míssil de capacidades semelhantes ao AIM-9L/M Sidewinder, Magic 2 e Python 3. O V3-C foi integrado no Mirage F1AZ, Mirage III, Atlas Impala e Atlas Cheetah. Foi substituído pelo U-Darter. 

## Especificações
- Comprimento: 2.750 m
- Diâmetro: 157 mm
- Envergadura: 660 mm
- Peso: 89 kg
- Guiagem: Infravermelho
- Alcance: 0,3 até 10 km